# Олде, Маргарет
Маргарет Олде (эст. Margareth Olde; род. 15 ноября 2000, Таллин) — эстонская шахматистка, чемпионка Эстонии по шахматам (2015, 2018, 2024), мастер ФИДЕ среди женщин (2016), международный мастер среди женщин (2021).

## Биография
Родилась в семье шахматистов — дочь шахматного мастера ФИДЕ Хендрика Олде и мастера ФИДЕ среди женщин Маргарет Брокко.
Победила на чемпионате Эстонии по шахматам среди женщин в 2015 году и была второй в 2016 году (после дополнительного турнира) и в 2017 году. Победительница юношеского чемпионата Эстонии среди девушек в разных возрастных группах (U18 - 2015 год, U16, U20 - 2016 год), а в 2016 году победила на чемпионате Эстонии среди женщин по быстрым шахматам. В 2015 году в Карпаче в составе команды девушек Эстонии стала победительницей в командном первенстве Европы в возрастной группе U18. Представляла Эстонию на шахматных олимпиадах (2016). Была названа лучшей юной шахматисткой Эстонии 2015 года. В 2018 году повторно победила на чемпионате Эстонии по шахматам среди женщин. В августе 2021 года была лучшей среди женщин в турнире «А» на шахматном фестивале «РТУ Опен». Победила на чемпионате Эстонии по шахматам среди женщин в 2024 году.